# Teste de mesa
Um teste de mesa é uma técnica usada para testar algoritmos a fim de garantir que nenhum erro lógico ocorra durante sua execução. O teste geralmente consiste da construção de uma tabela com várias colunas e várias linhas, com cada coluna mostrando uma variável e cada linha mostrando cada entrada de número no algoritmo e os valores subsequentes das variáveis; o processo se dá a partir da simulação da execução do código, instrução a instrução, registrando na tabela cada alteração no valor das variáveis em uma nova linha.
Testes de mesa são normalmente usados no ensino de programação. Eles podem ser uma ferramenta essencial para ensinar aos alunos como funcionam certos cálculos e o processo sistemático que ocorre quando o algoritmo é executado. Eles também podem ser úteis para depurar aplicações, ajudando o programador a detectar qual erro está ocorrendo e por que pode estar ocorrendo.

## Exemplo
```
int
 
i
,
 
x
 
=
 
0
;

for
 
(
i
 
=
 
1
;
 
i
 
<=
 
10
;
 
i
++
)
 

{

    
x
 
=
 
i
 
*
 
2
;

}

```

| i  | x  |
| -- | -- |
| ?  | 0  |
| 1  | 2  |
| 2  | 4  |
| 3  | 6  |
| 4  | 8  |
| 5  | 10 |
| 6  | 12 |
| 7  | 14 |
| 8  | 16 |
| 9  | 18 |
| 10 | 20 |
| 11 | 20 |

Este exemplo mostra o processo sistemático que ocorre enquanto o algoritmo é processado. O valor inicial da variável x é zero, mas a variável i, embora definida, não recebeu nenhum valor de inicialização; portanto, seu valor inicial é desconhecido. Conforme o programa é executado, linha por linha, os valores de i e x mudam, refletindo cada instrução do código-fonte em execução. Seus novos valores são registrados na tabela. Quando i atinge o valor 11 por causa da instrução i++ na definição do loop for, a comparação i <= 10 é avaliada como falsa, interrompendo o loop. Como também chegamos ao final do programa, a tabela também termina. A partir desse processo, o programador pode avaliar o funcionamento do código e conferir se os valores de saída estão de acordo com o esperado, além de permitir a identificação de problemas durante a simulação da execução.